# Felice Alessandro Radicati
Felice Alessandro Radicati (Torino, 1775 – Bologna, 20 marzo 1820) è stato un violinista e compositore italiano.

## Biografia
Nato a Torino, fu allievo di Gaetano Pugnani. La sua carriera di concertista ebbe inizio nel 1800 prima in Italia, quindi nel 1805 anche all'estero. Si esibì in Francia, a Vienna, Londra, Dublino, Lisbona. Sposò la soprano Teresa Bertinotti (1776-1854) di Savigliano, con la quale nel 1814 fece ritorno in Italia. Accettò il posto di maestro della Cappella Regia di Torino, ma appena l'anno dopo venne nominato direttore dell'Orchestra municipale di Bologna. Nel 1816 divenne anche primo violino e direttore d'orchestra al Teatro Comunale, nel 1817 maestro di cappella in S. Petronio e professore di violino al Liceo musicale. Radicati, che rimase a Bologna fino alla morte, a Torino ritornò solo nel 1816 per la rappresentazione d'una sua opera.
La parte migliore della produzione di Radicati, strenuo difensore della tradizione italiana, va ricercata nella musica strumentale sinfonica e cameristica. Per orchestra compose una sinfonia, un Concerto per clarinetto e uno per violino. Molto di più ci ha lasciato di musica da camera: tre quintetti, nove quartetti, sei trii, dodici duetti, uno Grande Sonata per violino, numerosi pezzi per violino solo.
Radicati scrisse nove opere per il teatro, anche se gli riuscì di farne rappresentare solo quattro. Tra di esse va ricordata l'unica messa in scena a Torino nel 1816, Blondello, ossia Riccardo Cuor di Leone.
È sepolto nella tomba di famiglia nel Chiostro V della Certosa di Bologna.